# Lili (série télévisée d'animation)
Pour les articles homonymes, voir Lili.
Lili (Lilly the Witch ou Hexe Lilli en allemand) est une série télévisée d'animation pour enfants en 26 épisodes de 22 minutes en coproduction Irlande et Allemagne qui a été diffusée du 7 septembre 2004 au 4 novembre 2007 sur CBBC au Royaume-Uni. Elle est basée sur les livres de Knister.
Au Canada, elle a été diffusée dans le bloc de programmation pour enfants Mini TFO de TFO, puis à partir du 15 avril 2006 à la Télévision de Radio-Canada.

## Synopsis
Lili est une jeune fille d'environ dix ans qui trouve un livre étrange en dessous de son lit. Lorsqu'elle l'ouvre, il y a un langage romain. Tout à coup, un petit dinosaure vert en ressort. La créature lui donna une amulette magique après son poignet qui lui permettra de jeter des sorts. Grâce à cette amulette et son livre, elle peut se transporter dans n'importe quel(les) pays, provinces, villes ou villages du monde. Mais avec la formule: « Chinglalingla, on s'éclipsera, citron vert retour en arrière ! ».

## Personnages
- Lili : Lili est une jeune fille de 10 ans qui vivait une vie normale. Jusqu'à ce qu'elle trouve un livre étrange en dessous de son lit. Elle rencontra Hector un dinosaure vert miniature qui a survécu à la disparition des dinosaures. Lili est une grande exploratrice et adore découvrir.
- Hector : Petit dinosaure vert, il est le seul dinosaure à avoir survécu à la mort des dinosaures. Hector aidera Lili dans sa quête de nouvelle héroïne. Il ne faut pas que la mère de Lili et le frère de celle-ci le remarque.
- Émily : Mère de Lili.
- Léon : Petit frère de Lili, il aime beaucoup qu'elle soit punie. Il n'hésite pas à lui faire des mauvais coups et de la dénoncer.
- Maude : Rivale de Lili, elle sait que quelque chose chez Lili est louche mais elle ne le sait pas. Elle fait tout pour le découvrir.
- Habitants : Dans chaque pays, ville ou village, les habitants renseignent et aident Lili dans son aventure.

## Films
Deux films avec Alina Freund dans le rôle titre ont été tournés en Allemagne : 
- Lili la petite sorcière, le Dragon et le Livre magique sorti en 2009
- Lili la petite sorcière : Le Voyage vers Mandolan sorti en 2011.

## Suite
La série reprend en 2014 avec 26 épisodes, produite en Autriche et Belgique.